# Världsmästerskapen i hastighetsåkning på skridskor (distanser) 2003
VM i hastighetsåkning på skridskor (distanser) 2003 anordnades i Berlin i Tyskland. Världsmästerskap gällande olika sträckor, anordnas de år då Olympiska vinterspel ej anordnas.

## Resultat

### Damer
- - 2 x 500 m
- 1 Monique Garbrecht, Tyskland
- 2 Manli Wang, Kina
- 3 Anzjelika Kotjuga, Vitryssland
  - 1 000 m
- 1 Anni Friesinger , Tyskland
- 2 Jennifer Rodriguez, USA
- 3 Cindy Klassen, Kanada
  - 1 500 m
- 1 Anni Friesinger , Tyskland
- 2 Maki Tabata, Japan
- 3 Jennifer Rodriguez, USA
  - 3 000 m
- 1 Anni Friesinger, Tyskland
- 2 Claudia Pechstein, Tyskland
- 3 Gretha Smit, Nederländerna
  - 5 000 m
- 1 Claudia Pechstein, Tyskland
- 2 Clara Hughes, Kanada
- 3 Gretha Smit, Nederländerna

### Herrar
- - 2 x 500 m
- 1 Jeremy Wotherspoon, Kanada
- 2 Hiroyasu Shimizu, Japan
- 3 Erben Wennemars, Nederländerna
  - 1 000 m
- 1 Erben Wennemars, Nederländerna
- 2 Gerhard van Velde, Nederländerna
- 3 Joey Cheek, USA
  - 1 500 m
- 1 Erben Wennemars, Nederländerna
- 2 Ralf van der Rijst, Nederländerna
- 3 Joey Cheek, USA
  - 5 000 m
- 1 Jochem Uytdehaage, Nederländerna
- 2 Bob de Jong, Nederländerna
- 3 Carl Verheijen, Nederländerna
  - 10 000 m
- 1 Bob de Jong, Nederländerna
- 2 Carl Verheijen, Nederländerna
- 3 Lasse Sætre, Norge